# Stazione di Shin-Matsuda
La stazione di Shin-Matsuda (新松田駅?, Shin-Matsuda-eki) è una stazione ferroviaria situata nella città di Hadano, nella prefettura di Kanagawa, in Giappone, e serve la linea Odakyū Odawara delle Ferrovie Odakyū. Adiacente alla stazione si trova quella di Matsuda, sulla linea Gotemba della JR Central, ed è presente un binario di collegamento per effettuare alcuni servizi diretti con l'Espresso Limitaro Asagiri.

## Linee
Ferrovie Odakyū
● Linea Odakyū Odawara

## Struttura
La stazione è realizzata in superficie, con due marciapiedi a isola e quattro binari passanti.
| 1 | ● Linea Odakyū Odawara | per Odawara e Hakone-Yumoto              |  |
| 2 | ● Linea Odakyū Odawara | per Sagami-Ōno, Shinjuku e linea Chiyoda |  |

## Stazioni adiacenti
| «                    | Servizio                 | »                    |
| Linea Odakyū Odawara | Linea Odakyū Odawara     | Linea Odakyū Odawara |
| -------------------- | ------------------------ | -------------------- |
| Shibusawa            | Semiespresso             | Capolinea            |
| Shibusawa            | Locale                   | Kaisei               |
| Shibusawa            | Espresso Espresso rapido | Odawara              |